# (32675) 6755 P-L
6755 P-L (asteroide 32675) é um asteroide da cintura principal. Possui uma excentricidade de 0.12430390 e uma inclinação de 0.92974º.
Este asteroide foi descoberto no dia 24 de setembro de 1960 por Cornelis Johannes van Houten e Ingrid van Houten-Groeneveld e Tom Gehrels em Palomar.